# بمب‌گذاری‌های ۱۳۸۵ زاهدان
بمب‌گذاری‌های زاهدان در ۲۵ تا ۲۸ بهمن ۱۳۸۵ در شهر زاهدان استان سیستان و بلوچستان رخ داد. گروه جندالله مسئولیت این بمب‌گذاری‌ها را برعهده گرفت. نخستین مورد در ۱۴ فوریه، هنگامی که یک خودرو پر از مواد منفجره در نزدیکی یک اتوبوس حامل نیروهای سپاه پاسداران انقلاب اسلامی منفجر شد، رخ داد که در پی آن ۱۸ تن از اعضای سپاه کشته‌شدند.

## نخستین انفجار
یک خودروی حامل بمب در ساعت ۶:۳۰ صبح ۲۵ بهمن ۱۳۸۵ در منطقه احمدآباد زاهدان استان سیستان و بلوچستان جلوی یک اتوبوس حامل اعضای سپاه پارک شد. خودرو حامل بمب در میانه جاده پارک شده‌بود و اتوبوس حامل اعضای سپاه را مجبور به ایستادن کرد. راننده این خودروی انفجاری به همراه مسافرانش با موتور سیکلت در حالی‌که از صحنه حادثه می‌گریختند به طرف اتوبوس تیراندازی کردند. چند ثانیه بعد خودروی حامل بمب منفجر شد و ۱۸ عضو سپاه کشته‌شدند.
مجید رضوی یکی از مقامات وزارت کشور ایران اعلام کرد که یکی از عاملان انفجار یک ساعت پس از بمب‌گذاری دستگیر شد. پنج روز بعد یک دادگاه انقلاب برای فرد متهم به شرکت در این بمب‌گذاری حکم اعدام صادر کرد و در ملاء عام اعدام شد.
در ۲۶ بهمن ۱۳۸۵ گروه جندالله مسئولیت این بمب‌گذاری را برعهده گرفت.
دولت ایران ۵ نفر را به اتهام همکاری در انفجار دستگیر کرد. از جمله ۲ زن که همراه آنان دوربین فیلم‌برداری و نارنجک بود. در همین حال پلیس عامل اصلی انفجار را کشت.

## دومین انفجار
نیروهای جندالله در ۲۷ بهمن ۱۳۸۵ یک بمب ساعتی را در نزدیکی یک مدرسه دخترانه منفجر کردند. استاندار استان سیستان و بلوچستان اعلام کرد این بمب، یک بمب صوتی بوده‌است.